# جفری آی. گوردون
جفری آی. گوردون (به انگلیسی: Jeffrey I. Gordon) (زاده حدود ۱۹۴۷) بیولوژیست و استاد دانشگاه معروف دکتر رابرت جی. گلسر و مدیر مرکز علوم ژنوم و زیست‌شناسی سیستم‌ها در دانشگاه واشینگتن در سن‌لوئیس بود. وی به دلیل پژوهش‌هایش در زمینهٔ توسعه دستگاه گوارش و چگونگی تأثیر جوامع میکروبی روده بر عملکرد طبیعی روده، شکل‌دادن جنبه‌های مختلف فیزیولوژی بدن شامل وضعیت تغذی‌ای ما و تأثیر بر افرادد مستعد بیماری در سطح بین‌المللی شناخته شده‌است.وی عضو آکادمی ملی علوم، فرهنگستان هنر و علوم آمریکا و انستیتوی آکادمی‌های ملی پزشکی است.